# 応用生態学
応用生態学（おうようせいたいがく、英：Applied ecology）は生態学の1つ。さまざまな生物や生物及び環境によって形成される、生態系と人間の間の問題を解決するための学問。
人間が多くの恩恵を受ける生態系からの生物・非生物資源を、持続可能的に利用していくことを目的とする。さらには、近年の人類の自然界に対する過大な影響やそれに伴う生態系の破壊を研究し、対策を立てることも目的のうちに含まれる。そういった意味では、保全生態学や景観生態学などを内包する学問領域である。
人間社会が生態系に与える影響を扱うため、その学問領域は広く工学、特に水利工学や環境工学といった分野とは密接に関係している。むしろ、水利工学/農業工学・水産学や環境工学、緑化工学などには応用生態学の理解が少なからず必要である。そのため、水利や土木（河川行政）、建設などを司る行政にも理解の必要な学問であるといえる。

## 関連学問分野
- 農学
- 林学
- 基礎生態学
- 生態工学
- 環境生態学